# Costin Amzăr
Costin Amzăr, né le 11 juillet 2003 à Bucarest en Roumanie, est un footballeur roumain qui évolue au poste d'arrière gauche au Al-Nasr SC.

## Biographie

### En club
Né à Bucarest en Roumanie, Costin Amzăr est formé par le club local du Dinamo Bucarest. Il joue son premier match en professionnel le 16 août 2021, lors d'une rencontre de championnat face au CS Mioveni. Il est directement titularisé, et son équipe s'incline sur le score de un but à zéro,.
Amzăr marque son premier but en professionnel le 6 décembre 2022, lors d'une rencontre de coupe de Roumanie face à l'AFC Unirea Slobozia (en). Il est titularisé et les deux équipes se neutralisent (3-3 score final).
Le 26 septembre 2023, il ouvre le score lors d'une rencontre de coupe de Roumanie face au FC Universitatea Craiova (1-1 score final),.
Le 30 septembre 2024, Costin Amzăr rejoint le club émirati d'Al-Nasr SC sous la forme d'un prêt. Le club dispose d'une option d'achat sur le joueur.

### En sélection
Costin Amzăr représente l'équipe de Roumanie des moins de 19 ans, jouant au total dix matchs entre 2021 et 2022.
Il est convoqué pour la première fois avec les moins de 20 ans en septembre 2022 par le sélectionneur Daniel Pancu.
Costin Amzăr joue son premier match avec l'équipe de Roumanie espoirs le 13 octobre 2023, face à l'Arménie. Il entre est titularisé, et son équipe s'impose par deux buts à zéro.